# DNC (камуфляж)
DNC (англ. DNC/Desert Night Camouflage, дослівно — «пустельний нічний камуфляж») — 2-колірний сітчастий військовий камуфляж, який використовувався армією Сполучених Штатів під час війни в Перській затоці. Він створювався з метою приховування солдат від виявлення за допомогою радянських приладів нічного бачення (ПНБ), що використовувались армією Іраку. Станом на 20-ті роки XXI століття шаблон камуфляжу вважається застарілим через збільшення можливостей нових приладів нічного бачення.
Попри те, що візерунок застарів, він викликав значний інтерес завдяки своєму незвичайному вигляду.

## Історія

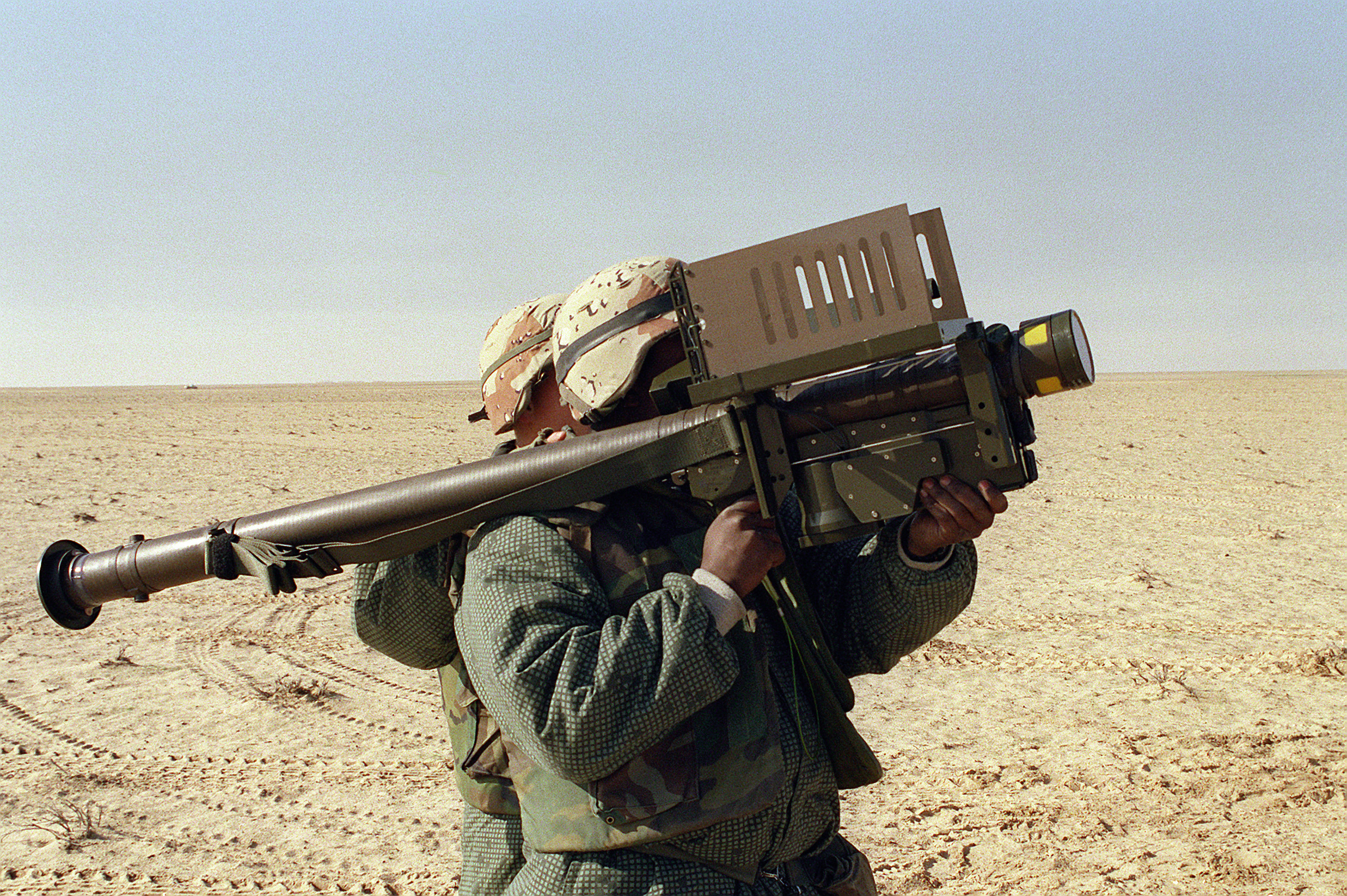
Морські піхотинці США в камуфляжі DNC тренуються з ПЗРК Stinger під час операції «Буря в пустелі»

Під час Війни в Перській затоці солдатам США видавали комплекти одягу за цим зразком, призначені для носіння поверх стандартних одностроїв DBDU з 6-колірним пустельним камуфляжем під час нічних операцій.
Не було створено спеціальної нічної моделі, яка б замінила це спорядження для використання вночі в пустелі, оскільки прогрес у технології відбивання інфрачервоного випромінювання спочатку в камуфляжних одностроях DCU, а нарешті в бойовій формі морської піхоти та одностроях ACU усунув потребу в окремому нічному верхньому одязі.

## Дизайн

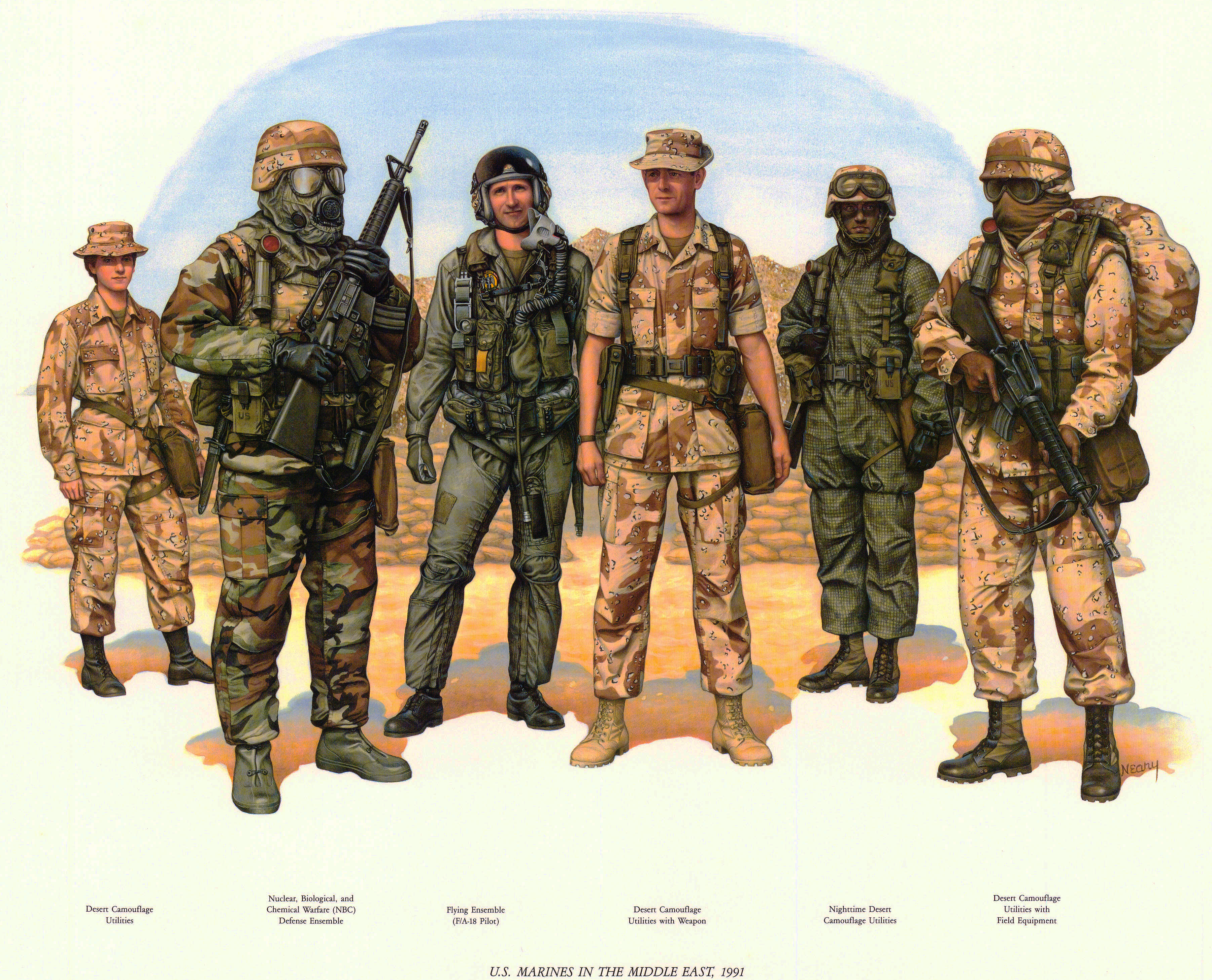
Морський піхотинець США в камуфляжі DNC (другий праворуч) на ілюстрації польових костюмів морської піхоти під час війни в Перській затоці.

Дизайн камуфляжу DNC був зроблений із перехресних штрихів і плям, які мали розбити образ користувача, коли дивитися на нього через різні прилади нічного бачення. Колірна гама складалась з двох кольорів — «аксолотль» та «лаврово-зелений». Внутрішня частина одягу виконана з сіро-оливкового кольору.
Комплект нічного одягу з камуфляжем DNC складався з парки, штанів і капелюха.

## Критика
Під час війни в Перській затоці один розвідувально-снайперський підрозділ батальйону морської піхоти провів нічний тест, порівнюючи видимість нічного камуфляжного одягу DNC з 6-колірною пустельною уніформою та білим зимовим одягом. Нічний камуфляжний одяг виявився більш помітним, ніж денна уніформа в пустелі та зимовий білий одяг, якщо дивитися через прилад нічного бачення AN/PVS-5.
Шаблон вважався ефективним для ПНБ, виготовлених у 1970-х роках.

## Користувачі
- Австралія
- Велика Британія
- США[5]